# Saliou Bella Diallo
Pour les articles homonymes, voir Diallo.
Saliou Bella Diallo est un député et homme politique guinéen. Député d'avril 2020 au 5 septembre 2021.

## Biographie
Député de 2020 en 2021 de la dernier législation de mars 2020,. Il est président de la commission fonction publique et emploi affaires sociales et religieuses de la 9eme législative de la république de Guinée sous la présidence Alpha Condé,.
il est président de la coalition des acteurs de la mouvance présidentielle (CAMP) et membre fondateur du parti politique Hafia.